# Amphilius maesii
Amphilius maesii är en fiskart som beskrevs av Boulenger, 1919. Amphilius maesii ingår i släktet Amphilius och familjen Amphiliidae. IUCN kategoriserar arten globalt som otillräckligt studerad. Inga underarter finns listade i Catalogue of Life.